# Han Tae-yoon
Han Tae-yoon (in Japan bekannt als Yuny Han, japanisch ユニー・ハン Yuni Han; * 13. Oktober 1983 in Südkorea) ist eine südkoreanische Schauspielerin.

## Leben und Karriere
Han wurde am 13. Oktober 1983 in Südkorea geboren. Sie studierte an der Chung-Ang University. Danach setzte sie ihr Studium an der Graduate School of Arts fort. Ihr Debüt gab sie 2000 in dem Film Natu Odoru Ninja Densetsu. Anschließend war sie 2002 in der Serie Yeogosijeol zu sehen. Außerdem spielte sie 2005 in der Fernsehserie Ballad of Seodong mit. Han bekam 2007 eine Rolle in Unstoppable Marriage. 2011 heiratete sie den ehemaligen südkoreanischen Fußballspieler Lee Jung-soo. Unter anderem wurde sie 2012 für die Serie The Great Seer gecastet.

## Filmografie
Filme
- 2000: Natu Odoru Ninja Densetsu
- 2008: Do Re Mi Fa So La Ti Do
- 2010: Just Friends

Serien
- 2002: Yeogosijeol
- 2002: Ucchan Nanchan no Urinari!!
- 2003: Thousand Years of Love
- 2005: Ballad of Seodong
- 2007: Unstoppable Marriage
- 2009: My Fair Lady
- 2012: The Great Seer